# Ctenocharidotis
Ctenocharidotis is een geslacht van kevers uit de familie bladkevers (Chrysomelidae).
De wetenschappelijke naam van het geslacht werd in 1926 gepubliceerd door Spaeth.

## Soorten
- Ctenocharidotis crispata (Boheman, 1855)